# The Devil Wears Prada (band)
The Devil Wears Prada is een Amerikaanse metalcoreband uit Dayton, Ohio. De band werd opgericht in 2005 en tekende in september 2014 bij het platenlabel Solid State Records. The Devil Wears Prada bestaat uit Mike Hranica (zang), Jeremy DePoyster (gitaar, zang), Kyle Sipress (leadgitaar, achtergrondzang), Andy Trick (basgitaar), Jonathan Gering (keyboard) en Giuseppe Capolupo (drums).

## Geschiedenis

### Formatie enDear Love: A Beautiful Discord(2005-2007)
The Devil Wears Prada is opgericht in 2005 in Dayton Ohio; en hebben hun naam van het verhaal met dezelfde titel.
De band heeft in 2005 hun eerste demo uitgebracht, getiteld Patterns of a Horizon. Later is deze demo opnieuw opgenomen en op 22 augustus 2006 uitgebracht als hun debuutalbum, Dear Love: A Beautiful Discord. Het laatste nummer van dit album heeft gastvocals van de zanger van de metalcore-band Gwen Stacy, Cole Wallace. De demo-versie van het nummer "HTML Rulez D00d" was op hun Myspace profiel geplaatst op 1 januari 2007.
Op 11 juli begon de website AbsolutePunk het nummer "Don't Dink and Drance" te streamen, wat resulteerde in extra bekendheid voor de band.

### Plagues(2007)
Het tweede album van de band, getiteld Plagues, was uitgekomen op 21 augustus 2007. Dit album had twee singles, namelijk "HTML Rulez D00d" en "Hey John, What's Your Name Again?". Beide nummers hadden bijbehorende video's, die werden gedraaid op MTV (in Amerika) en Fuse. Op 8 september 2007 stond "Plagues" op #57 in de "Billboard 200". Dit was een groot succes wat zorgde voor de verkoop van meer dan 30.000 kopieën meer dan het debuutalbum "Dear Love: A Beautiful Discord".
Op 28 oktober 2008 werd "Plagues" opnieuw uitgebracht in een digipak, waar ook een dvd bij in zat. Op deze dvd staan de muziekvideo's van de twee singles van het album, plus beelden van The Devil Wears Prada spelend op de Warped Tour van 2008 en de Ultimatour.
Later dat jaar werd de band geïnterviewd door East Coast Romper. Daar zeiden ze dat hun grootste invloeden Underoath en Still Remains zijn, terwijl op hun officiële website juist het tegenovergestelde stond. De band had tevens een cover gemaakt van het rap nummer "Still Fly", dat officieel geschreven en uitgevoerd was door Big Tymers. Dit nummer was uitgebracht op het compilatiealbum Punk Goes Crunk.

### With Roots Above and Branches BelowenZombie EP(2008-2010)
The Devil Wears Prada begon het schrijven en het opnemen van hun derde album, With Roots Above and Branches Below na het meedoen aan de Warped Tour van 2008. Vocalist Mike Hranica zei, voor het opnemen en produceren van het album, dat het album "een stuk zwaarder en grootser" wordt. Keyboardist, James Baney, deelde ook mee dat het album meer "mechanischer" was zonder hun herkenbare stijl te verliezen, terwijl drummer, Daniel Williams, zei dat het album "gekker en wilder" is dan de vorige albums. In de herfst van 2008 speelden ze voor het eerst een nummer van "With Roots Above and Branches Below" op de tour samen met Underoath, The Famine, Saosin, P.O.S. en Person L.
The Devil Wears Prada trad op met A Day to Remember, Sky Eats Airplane en Emarosa. Tevens speelden ze op Warped Tour 2009 om hun nieuwe album te promoten.
Op 13 maart lekte een lied uit vóór de uitgave van album, getiteld "Dez Moines". Tevens gaf de band de koper de optie om pre-orders te kopen. Deze bevatten het album, een dvd, een shirt en een kaart met een code waarop de koper "Dez Moines" en "Assistant to the Regional Manager" gratis kon downloaden.Op 5 mei 2009 werd zowel het album uitgebracht als de nieuwe website online gezet. De verkopen waren vrij goed en zorgden voor een nr. 11-positie op de Billboard 200.
Het nummer "Dez Moines" werd uitgebracht als downloadable content voor het videospel Guitar Hero World Tour op 7 mei, terwijl het lied "Hey John, What's Your Name Again?" uitgebracht was als downloadable content voor Rock Band en Rock Band 2 op 30 juni 2009.
The Devil Wears Prada speelde zowel op het hoofdpodium op de Warped Tour 2009 als op het iMatter Festival in Elmira, New York. Op 13 juni speelden zij het nummer "Danger: Wildman" voor het eerst live. Vocalist Mike Hranica is de eigenaar van een kleding merk genaamd Shipshape Rools Clothing, waarmee hij bands sponsort. Een fractie van de opbrengsten van Shipshape werd gedoneerd aan goede doelen, zoals Skate 4 Cancer. Per 29 september 2009 was de kledinglijn gestopt en werd de naam van de online winkel veranderd naar Traditiona vanwege "legale problemen".
Van 23 november tot 21 december 2009 toerde de band met All That Remains en van 4 februari tot 21 maart 2010 deden ze mee aan een tour, die werd geheadlined door Killswitch Engage en geopend door Dark Tranquility.
In het begin van 2010 werd bekendgemaakt dat zij waren gestemd als "Band van het jaar: 2009" door de lezers van Alternative Press en verschenen zo op de cover. Op 12 februari 2010 werd bekendgemaakt dat er een videoclip voor het nummer "Assistant to the Regional Manager" in productie was. De video kwam uit op 6 april 2010. Deze werd voor het eerst gedraaid op Headbangers Ball.

### Zombie EPenDead Throne(2010-2012)
In een interview in het begin van april met Lucy Alberts van Alternative Press, zei de band dat ze bezig waren met het opnemen van een ep voor ze begonnen met hun nieuwe tour, getiteld "Back to the Roots Tour". Deze ep werd beschreven als een "leuke" uitgave met "brute" nummers in de stijl van wat men kan verwachten op het volgende, vierde album.
Mike Hranica zei dat "een van de belangrijkste dingen van de Back to the Roots Tour is het spelen van een aantal nummers van het Dear Love album, die al een tijd niet zijn en de komende tijd ook niet worden gespeeld." Op 11 juni was aangekondigd dat het opnemen van de ep klaar was, en werd de titel vrijgegeven. Deze luidt Zombie en werd uitgebracht op 24 augustus. Na het afmaken van de ep, begon de band hun Back to the Roots Tour op 25 juni zoals ze hadden gepland.
In een interview met Tim Karan, vertelde Hranica de plannen van de band voor het aankomende vierde album. Volgens Hranica kunnen deze nummers vergeleken worden met Zombie EP. Hij beschreef dat het album "een meer zwaarder geluid wordt. We vinden het slim om het vette, harde geluid van Zombie EP in het nieuwe album te stoppen... maar met een sterke mix van we altijd al doen." Het album wordt geen concept album - zoals het laatste werk op Zombie EP - maar krijgt wel een thema, gefocust op anti-idolatrie, wat, volgens Hrenica, "mij nogal last bezorgt de laatste tijd."
Op 13 juni begon Alternative Press met het streamen van het eerste nummer van het nieuwe album, genaamd "Born to Lose". De naam van het nieuwe album werd bekendgemaakt als Dead Throne en het album werd uitgebracht op 13 september 2011 door Ferret Music. In de eerste week werden er 32.420 albums verkocht. Het album kwam terecht op nummer 10 in de Billboard 200 en boven in de hitlijsten van christelijke albums, independent albums, rock albums en hard rock albums.
In het begin van 2012 verliet keyboardspeler James Barney de band. In hetzelfde jaar toerde de band met het Mayhem Festival met onder andere Slayer, Slipknot en As I Lay Dying.

### 8:18(2012-2015)
Op 25 januari 2012 maakte Mike Hranica in een interview met Noisecreep bekend dat de band hun vijfde studioalbum aan het maken is en dat dit album duisterder zal worden dan Dead Throne.
Op 13 februari 2013 bleef gitarist Chris Rubey thuis van hun tour met As I Lay Dying vanwege zijn pasgeboren baby. Samuel Penner van For Today en In The Midst Of Lions viel tijdelijk voor hem in.
Op de Facebook van de band werd aangekondigd dat de titel van het nieuwe album 8:18 zal zijn. Pre-orders begonnen op 30 juli 2013 en bevatte de nummers "Home for Grave" en "Martyrs". Ook kwam op 30 juli 2013 de lyricvideo voor Martyrs uit via Rolling Stone en een dag later op het officiële YouTube-kanaal van de band.

### Veranderingen van label en line-up,Space EPenTransit Blues(2015-2018)
Op 7 maart 2015 tekende de band weer bij Rise Records. 10 dagen later kondigden ze het vertrek van gitarist en oprichter Chris Rubey aan. Ook kondigden ze aan dat ze een nieuwe ep genaamd Space zouden uitgeven. Ook geeft de band op Record Store Day een 7" vinyl uit via Atlantic/Roadrunner, South of the City genaamd.
Op 14 maart begon de band aan een tour voor het vijfjarig jubileum van de Zombie ep. Op 18 juni kwam het eerste nummer van Space uit, genaamd "Supernova" gevolgd door een ander nummer, "Alien", op 4 augustus. Voor de ep uitkwam kondigde Hranica aan dat de voormalige gitaartechnicus van de band, Kyle Sipress, de nieuwe gitarist werd. De Space ep zelf kwam uit op 21 augustus 2015. Op 20 augustus kwam de videoclip van het nummer "Planet A"uit.
Op 2 juli 2016 scheidde de band zijn wegen met drummer Daniel Williams. Op 15 juli 2016 kwam een nieuw nummer met videoclip genaamd "Daughter" uit en op 18 juli 2016 werd aangekondigd dat op 7 oktober 2016 het nieuwe album Transit Blues zou uitkomen. Later die dag werd bekendgemaakt dat Giuseppe Capolupo, drummer van Demise of Eros, Haste the Day en Once Nothing, heeft opgenomen voor het nieuwe album. Later kwam de videoclip van "To the Key of Evergreen" uit. Het album Transit Blues kwam uit op 7 oktober 2016. In 2017 ging de band op tour met Anthrax en Killswitch Engage, de "Killthrax tour" genaamd.
Op 24 september 2018 tekende de band bij Solid State Records.

### The ActenZII(2019-heden)
In 2019 werden Jonathan Gering en Giuseppe Capolupo officieel lid van de band. Op 11 oktober 2019 kwam het zevende studioalbum The Act uit bij Solid State Records. In september 2020 maakte de band in een aflevering van hun podcast (The Prada Pod) bekend dat bassist Andy Trick geen actieve functie meer vervult in de band. Zijn plek wordt ingevuld door voormalig tourbassist Mason Nagy. Op 21 mei 2021 kwam de EP ZII uit, een vervolg op de Zombie EP uit 2010.

## Naam
Ondanks de vele speculaties dat de band zichzelf heeft vernoemd naar de film met dezelfde titel, bestond de band al voordat de film was uitgebracht. De band had uitgelegd dat de naam geleend was van het boek, omdat deze een anti-materialistische geestestoestand zou hebben. Later kwam de band erachter dat het boek dit helemaal niet bevat. Ondanks het maken van deze fout, weigerden de bandleden de naam te veranderen en besloten ze een nieuwe betekenis te bedenken voor The Devil Wears Prada.
Mike Hranica: "Het is hetzelfde idee als onze teksten 'emeralds hold no hope' en anderen. Wat wij geloven dat het betekent is dat eigendommen niet van belang zijn en op een dag iedereen hier zelf achter komt. Als je voor God staat maakt het hem echt niet uit als je nou een Prada sjaal om hebt of Gucci schoenen draagt. Het is een Christelijke betekenis achter de naam, we deden het niet om modieus te zijn of iets dergelijks."

## Leden

### Huidig
- Mike Hranica - Zang (2005-heden), gitaar (2011-heden)
- Jeremy DePoyster - slaggitaar, zang (2005-heden)
- Mason Nagy - basgitaar (2020-heden)
- Kyle Sipress - leadgitaar, achtergrondzang (2015-heden)
- Jonathan Gering - keyboards, synthesizers, piano (2019-heden, sessielid 2012-2019)
- Giuseppe Capolupo - drums (2019-heden, sessielid 2016-2019)

### Vorige
- James Baney - keyboards, synthesizers, piano (2005-2012)
- Chris Rubey - leadgitaar (2005-2015), achtergrondzang (2011-2015)
- Daniel Williams - drums (2005-2016)
- Andy Trick - basgitaar (2005-2020)

### Overleden
Daniel Williiams was een van de slachtoffers van een vliegtuigongeluk nabij San Diego (Californië) op 22 mei 2025.

## Discografie

### Studioalbums
| 2006                                               | Dear Love: A Beautiful Discord      | Rise Records        | —  | —  |
| 2007                                               | Plagues                             | Rise Records        | 57 | 6  |
| 2009                                               | With Roots Above and Branches Below | Ferret Music        | 11 | 1  |
| 2011                                               | Dead Throne                         | Ferret Music        | 10 | 1  |
| 2013                                               | 8:18                                | Roadrunner Records  | 20 | —  |
| 2016                                               | Transit Blues                       | Rise Records        | 56 | 13 |
| 2019                                               | The Act                             | Solid State Records | 70 | 4  |
| "—" geeft een uitgave aan dat de chart niet haalde |                                     |                     |    |    |

### Ep's
- Zombie EP (2010)
- Space EP (2015)
- ZII (2021)

### Demo's
- Patterns of a Horizon (2005)

## Videografie
- Born To Lose (2011)
- Vengeance (2012)
- Mammoth (2012)
- Martyrs (2013)
- Dead Throne (2013)
- First Sight (2013)
- Sailor's Prayer (2014)
- War (2014)
- Planet A (2015)
- Alien (2015)
- To The Key of Evergreen (2016)
- Daughter (2016)
- Worldwide (2017)
- Chemical (2019)
- Forlorn (2021)